# Pseudobunaea callista
Pseudobunaea callista är en fjärilsart som beskrevs av Jordan 1910. Pseudobunaea callista ingår i släktet Pseudobunaea och familjen påfågelsspinnare. Inga underarter finns listade i Catalogue of Life.